# ناشر موزمبيقي بصاق
الناشر الموزمبيقي البصَّاق (الاسم العلمي: Naja mossambica) (بالإنجليزية: Mozambique spitting cobra)‏ هو نوع من الزواحف تتبع جنس الناشرات الحقيقية من فصيلة العرابيد.